# Ганне Боель
Ганне Боель (нар. 31 серпня 1957, Копенгаген,  Данія) — данська співачка. У 1980 році закінчила Данську королівську академію музики. 
В своїх піснях Боель охоплює цілий ряд стилів, включаючи поп, соул, госпел, рок і джаз. В ході своєї кар'єри вона продала більше 2,5 мільйонів записів, і мала великий успіх на скандинавських графіках, хоча її робота менш відома в інших країнах світу. 

## Життя
Ганне закінчила Королівську данську академію музики в 1980 році, а потім провела рік в музичному коледжі Берклі в Бостоні, штат Массачусетс. Протягом п'яти років, після повернення в Данію, вона розділяла свій час між співом з данською фанк-групою BLAST (виступаючи в якості соліста) і викладанням музики в різних школах та клініках.
У 1987 році Хана Боель записала джазовий альбом «Shadow of Love» з Йоргеном Емборгом, Медсенон Вердінгом та Алексом Ріелем. У наступному році співачка випустила свій власний альбом «Black Wolf», в якому були представлені записи в стилі R&B/soul vein. Альбом отримав великий успіх, вигравши Danish Music Award у номінації "Данська співачка року". Альбом Ганне «Dark Passion» виграв чотири Данських музичних нагород 1991 року: "Альбом року", "Співак року", "Хіт року" («I Wanna Make Love to You») та Продюсер року (Poul Bruun).
Протягом наступних двох десятиліть Ганне Боель випустила 15 додаткових альбомів. Досі вона продовжує насолоджуватися успіхом в Скандинавії. Два її останні альбоми означають повернення до жанру, що впливає на джаз.

## Дискографія

### Альбоми у складні групи BLAST
- 1983: Blast
- 1986: Blast 2
- 2005: Replay

### Сольні альбоми
- 1987: Shadow Of Love

- 1988: Black Wolf
- 1990: Dark Passion
- 1992: My Kindred Spirit
- 1992: Kinda Soul
- 1994: Misty Paradise
- 1995: Best of Hanne Boel
- 1996: Silent Violence
- 1998: Need
- 1999: Strangely Disturbed
- 2000: Boel & Hall
- 2002: Beware of the Dog
- 2004: Abaco
- 2007: Private Eye
- 2008: A New Kinda Soul
- 2010: I Think It's Going to Rain
- 2011: The Shining of Things
- 2014: Outtakes

| Рік  | Альбом                                        | Найвища позиція |
| Рік  | Альбом                                        | Данія           |
| ---- | --------------------------------------------- | --------------- |
| 2002 | Beware of the Dog                             | 1               |
| 2004 | Abaco                                         | 2               |
| 2007 | Private Eye                                   | 7               |
| 2008 | A New Kinda Soul                              | 8               |
| 2010 | I Think It's Going to Rain(with Carsten Dahl) | 30              |
| 2011 | The Shining of Things                         | 24              |
| 2014 | Outtakes                                      | 18              |